# Абзгильдин, Абрек Амирович
Абрек Амирович Абзгильдин (1 марта 1937, Баймак, Башкирская АССР — 24 декабря 2013, Казань) — советский и российский живописец и скульптор. Член-корреспондент Академии художеств РФ (2007). Заслуженный художник Российской Федерации (2002). Заслуженный деятель искусств Татарской АССР (1986). Член СХ РТ (1974).

## Биография
Родился в рабочем посёлке (ныне город) Баймак Баймакского района Башкирской АССР. Мать — Абитаева Ямиля Зулькафилевна (1916-1994) работала актрисой.
В 1957 году работал забойщиком в шахте Североуральского бокситового рудника. Служил в армии.
Учился в Казанском художественном училище(1960-65), Московском художественном институте им. В. И. Сурикова (1965-70), педагог К. А. Тутеволь.
С 1970 года жил и работал в Казани. Член правления с 1971, заместитель председателя правления Союза художников ТАССР (1980-83), председатель правления Союза художников Республики Татарстан (1993-2008).
В своих работах широко использовал язык аллегорий, символику. Для его произведений характерна чёткость, пластичность, богатство красок, разнообразие средств выразительности.

## Основные работы
Циклы работ «Сабантуй» (1970-2001), «Цветы и женщины» (1981-85), «Обнажённые» (1994), «Кентавры» (1974-95), триптих «Эпохи и люди» (1985-92), монументальная композиция «Властелины ума» (1991-96); циклы произведений, посвящённые религии и культурным традициям.
Работал и в жанре портрета: «Искусствовед М. В. Алпатов», «Г. фон Караян» (оба 1987), «И. И. Дильмухаметов», «Б. Урманче» (оба 1989), «Дэрдменд» (1997), «С. Губайдуллина» (1998) и др.
Абрек Абзгильдин работал с настенными росписями для зданий Казани: «Революция» (1972-73, Молодёжный центр), «История моды» (1975, Дом моды) и др.
Работы художника находятся в коллекциях БГХМ, Государственного музея изобразительных искусств Республики Татарстан (Казань), в частных собраниях в России и за рубежом.

## Выставки
Персональные выставки: Казань (1994, 1995, 1997, 2000, 2007, 2009), Уфа (2000, 2009).
Участник выставок с 1968 года, международных с 1992 года.

## Награды и звания
- Серебряная медаль Российской Академии художеств (2003)
- Золотая медаль Российской Академии художеств (2012)
- Член-корреспондент РАХ (2007)
- Заслуженный деятель искусств Татарской АССР (1986)
- Заслуженный художник Российской Федерации (30 сентября 2002 года) — за заслуги в области искусства[2]
- Государственная премия Республики Татарстан имени Габдуллы Тукая (1997)
- Премия имени Баки Урманче (2005)